# Cenco Costanera
Cenco Costanera, anteriormente y también conocido como Mall Costanera Center, es un centro comercial ubicado en el complejo inmobiliario Costanera Center, en la comuna de Providencia, cerca de los límites con Vitacura y Las Condes, en Santiago, Chile. 
Fue inaugurado el 12 de junio de 2012 y es propiedad del consorcio Cencosud. Con 268 000 m² de superficie total y 134 000 m² arrendables, es el tercer centro comercial más grande de Sudamérica en área arrendable, luego del Parque Los Aviadores y el centro comercial Leste Aricanduva en São Paulo.

## Historia
Originalmente, se estimó la apertura del centro comercial para el 12 de abril de 2012. Luego, Horst Paulmann informó que la compañía decidió postergar la inauguración de Costanera Center. El 24 de abril, Paulmann confirmó una nueva fecha de apertura para el centro comercial, la cual iba a ser el 27 de mayo de 2012, pero que finalmente volvió a ser aplazada debido a que las obras de mitigación que debían realizarse para que el permiso pudiese ser otorgado no pudieron concluirse. Se esperaba que el 8 de junio se pudiese inaugurar finalmente el centro comercial, pero nuevamente las obras de mitigación no estaban listas y con sus recepciones al día. Finalmente, el 12 de junio de 2012, se autorizó la marcha blanca para el centro comercial y las 330 tiendas, a partir de las 15:30 horas.

## Distribución

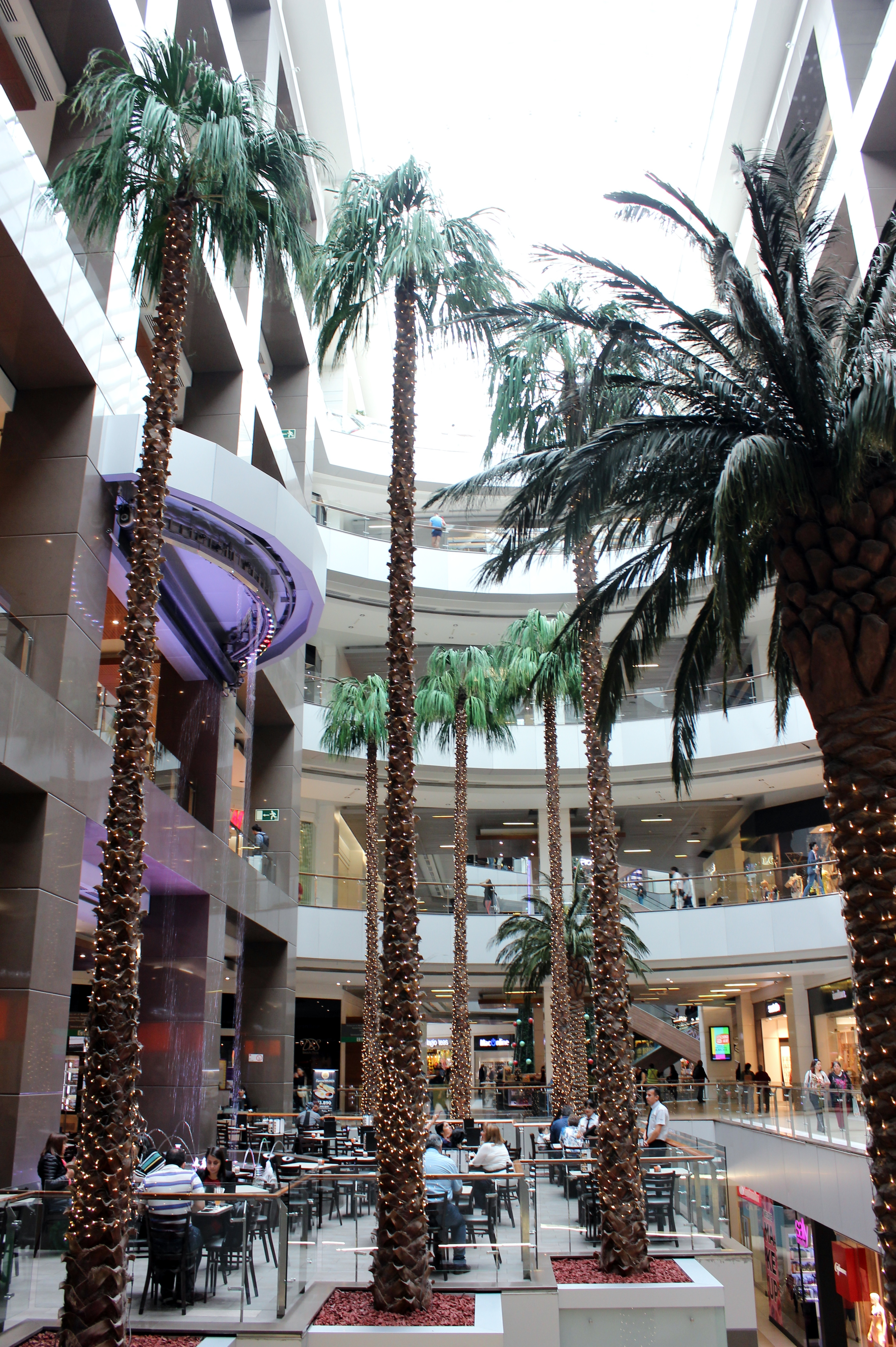
Palmeras el interior del mall

Ocupa siete plantas temáticas con un total de 320 locales comerciales:
- Nivel PB (Planta Baja): Servicios, Easy y Decathlon
- Nivel 1: Regalos, Jumbo
- Nivel 2: Mujer
- Nivel 3: Hombre e Infantil
- Nivel 4: Deco, Tecno, Deporte y Juvenil
- Nivel 5: Sabores Costanera (restaurantes y patio de comidas)
- Nivel 6: Cines Cineplanet

Incluye un hipermercado Jumbo de 15.000.m² de superficie, una tienda del hogar Easy, las multitiendas París, Ripley, Falabella y grandes tiendas como Armani Exchange, Banana Republic, Hugo Boss, The North Face, American Eagle Outfitters, Kipling, Gap, Swarovski, Zara, Forever 21 y H&M, además de un patio de comidas con vista panorámica que recibe a más de 2000 personas y 14 salas de cine Cineplanet. Una de las principales atracciones del centro comercial es una cascada de agua que produce imágenes y texto mediante la caída libre de gotas de agua; tiene 8 metros de ancho y 12 de altura, fue diseñada y construida por la empresa alemana OASE.
A lo anterior se suman cinco niveles de estacionamientos subterráneos con una capacidad de 4500 vehículos. Además, cuenta con un hotel de la cadena Marriott International, inaugurado en enero de 2020.
El 11 de agosto de 2015 fue inaugurado Sky Costanera, mirador en 360 grados a 300 m de altura ubicado en el piso 61 y 62 de la Gran Torre Costanera (anteriormente conocida como Gran Torre Santiago). El acceso es a través del piso PB del mall.

## Controversias

### Suicidios
Desde su inauguración en 2012, el centro comercial ha sido escenario de varios suicidios e intentos de suicidio. La reacción de Costanera Center ante los suicidios ha sido criticada constantemente en las redes sociales, pues las tiendas continúan operando de manera habitual mientras el cadáver es cubierto con una carpa a la espera de los peritajes de rigor.
De acuerdo al departamento de comunicaciones de Costanera Center, el centro comercial tiene medidas de seguridad superiores a la normativa para evitar este tipo de situaciones (por ejemplo, adaptación de mobiliario la altura de las barandas, barandas en escaleras mecánicas y personal capacitado contra este tipo de situaciones). Además, desde que comenzaron a registrarse suicidios, la empresa ha clausurado el acceso a otros edificios del complejo.
Tras un nuevo caso de suicidio registrado en octubre de 2022, donde un hombre se suicidó y cayó sobre una mujer dejándola en estado grave, la Seremi de Salud de la Región Metropolitana inició un sumario y decretó la prohibición de acceso a zonas de riesgo y solicitó al mall a reforzar sus medidas de seguridad con tal de evitar que se repitan situaciones como esta, como una barrera física provisoria que bloquee el acceso a las barandas. El centro comercial colocó rejas aún más altas separadas de las barandas originales.